# サライ・シャーンドル (社会学者)
サライ・シャーンドル（Szalai Sándor、1912年10月22日 – 1983年5月18日) は、ハンガリーの社会学者、哲学者、教授、ハンガリー科学アカデミー会員。

## 生涯
父サライ・エミル（Szalai_Emil、1874–1944)は、弁護士、法律作家、翻訳者で、ホロコースト犠牲者。
ライプツィヒ、フランクフルト・アム・マイン、チューリッヒの大学に通い、1934年にチューリッヒで人文科学の博士号を取得。1956年から1957年までエトヴェシュ・ロラーンド大学教授。
1972年から亡くなるまでハンガリー科学アカデミーの会員。またハンガリー社会学会（Magyar Szociológiai Társaság 、略称MSZT）会長。
1979年からエルデイ・フェレンツ賞の設立を試み、1980年に実現。
1983年死去。
社会学者、講師、ハンガリー科学アカデミーの会員であるSzalai Júliaは娘。